# Поместный собор Русской православной церкви (1990)

Президиум Поместного собора 1990 года, Трапезный храм Троице-Сергиевой лавры

Поме́стный собо́р Ру́сской правосла́вной це́ркви — пятый в истории Русской православной церкви Поместный собор во втором патриаршем периоде (с 1917 года), который проходил 7 и 8 июня 1990 года в Троице-Сергиевой лавре.
Собор избрал 15-м патриархом Московским и всея Руси митрополита Ленинградского и Новгородского Алексия (Ридигера) и канонизировал исповедников, мучеников и праведников, в том числе Иоанна Кронштадтского. Во время Собора обсуждались проблемы взаимоотношений с Русской православной церковью заграницей, борьбы с активизацией Украинской автокефальной православной церкви на Западной Украине, взаимоотношений с государством.

## Подготовка
В день кончины патриарха Пимена, 3 мая 1990 года, состоялось заседание Священного синода: согласно Уставу об управлении Русской православной церкви (от 9 июня 1988 года; глава 4-я, § 13-й) — Священный синод при вдовстве Патриаршей кафедры, под председательством митрополита Киевского, избирал из числа своих постоянных членов Местоблюстителя патриаршего престола. Из шести постоянных членов Священного синода тайным голосованием в два тура Местоблюстителем был избран митрополит Киевский и Галицкий Филарет (Денисенко).
7 мая Священный синод вынес постановление о созыве с 6 по 10 июня Поместного собора для избрания патриарха Московского и всея Руси и образовал комиссию по подготовке Собора во главе с Местоблюстителем. Синод также постановил провести до 26 мая епархиальные собрания для избрания делегатов на Собор по следующей квоте: по одному клирику и мирянину от епархий, а также по одному представителю от монастырей, духовных академий и семинарий. Все епископы, находящиеся на кафедрах, по уставу об управлении Русской православной церковью являются членами Поместного собора.
Протоиерей Владислав Цыпин, отвечая на вопрос, старалась ли власть повлиять на собор, сказал: «На этапе подготовительном, вероятно, совет по делам религий пытался вмешиваться и оказывать влияние. Можно предполагать, <…> что избрание местоблюстителя <…> было под неким влиянием совета, но ко времени созыва избирательного Поместного собора всё говорит о том, что это влияние себя никак не обнаруживало».

## Архиерейский собор
6 июня в Патриаршей резиденции в Даниловом монастыре открылся Архиерейский собор, которому предстояло обсудить программу Поместного собора. Архиерейский собор избрал троих кандидатов на Патриарший престол и постановил, что Поместный собор может дополнить число кандидатов. Из 92 архиереев Русской православной церкви Патриархом могли быть выбраны 75: устав не допускал избрания епископа в возрасте моложе 40 лет, а также лица́, не являющегося гражданином СССР. Каждый архиерей мог голосовать за одного, двоих или троих архиереев, вычеркивая остальных из списка.
Тайным голосованием в первом туре были избраны митрополит Ленинградский Алексий (37 голосов) и митрополит Ростовский Владимир (Сабодан) (34 голоса). Второй тур состоялся потому, что митрополит Киевский Филарет и митрополит Крутицкий и Коломенский Ювеналий (Поярков) получили равное число голосов — по 25. По результатам второго тура перевес в один голос (34 против 33, при остальных недействительных бюллетенях) получил митрополит Филарет.

## Ход Поместного собора

### 7 июня
Поместный собор открылся 7 июня литургией в Троицком соборе. Заседания Собора проходили в Трапезном храме преподобного Сергия, и в них участвовало 317 делегатов: 90 архиереев (по болезни не смогли прибыть митрополит Рижский Леонид (Поляков) и архиепископ Цюрихский Серафим (Родионов), 92 клирика, 88 мирян, в том числе 38 женщин, 39 представителей от монастырей и 8 делегатов от духовных школ. Сорок членов Собора представляли зарубежные епархии Русской церкви.
В начале первого часа дня вступительное слово произнёс местоблюститель патриаршего престола Филарет (Денисенко), в котором он затронул тему единства церкви:

Главное, о чём мы сегодня молимся, — это о нашем единстве. <…> Тысячелетняя история Русской Церкви, двухтысячелетний опыт Вселенского Православия с очевидностью свидетельствуют, что уклонение от чистоты веры и от полноты Предания приводит лишь к смутам и расколам, раздирающим нешвенный хитон Христов. Да вразумит Господь всех тех, кто ищет славы человеческой, а не славы Божией — своего земного благополучия, а не жертвенного служения Церкви Христовой.

С приветствием по поручению Правительства СССР и от имени Совета по делам религий выступил его председатель Юрий Христораднов. Затем председательствующий митрополит Филарет зачитал доклад и предложил Собору для голосования и утверждения повестку дня, регламент и процедуру избрания, проекты которых непосредственно перед тем раздали делегатам, а также состав президиума, секретариата, мандатной, редакционной и счётной комиссий.
В докладе патриаршего местоблюстителя было сказано о необходимости скорейшего вступления нового патриарха в управление Русской православной церковью для решения насущных проблем, была представлена деятельность почившего патриарха Пимена, упомянуто о прошедшем праздновании 1000-летия Крещения Руси, о прославлении Иоанна Кронштадтского, о переменах, произошедших после Поместного собора 1988 года. Особое внимание он уделил ситуации, сложившейся в Церкви в западных областях Украины, где мир был нарушен действиями униатов и «раскольников-автокефалистов», а также осуждалось решение Архиерейского собора Русской зарубежной церкви о учреждение своих (параллельных РПЦ) церковных структур в пределах СССР.
Важнейшим деянием первого дня заседаний явилось избрание патриарха. Поместный собор утвердил процедуру избрания, предложенную архиерейским Собором:

1. Поместный Собор тайным или открытым голосованием утверждает список трёх кандидатов, предлагаемых архиерейским Собором для избрания из их числа Патриарха Московского и всея Руси.
2. Поместный Собор вправе в этот список внести дополнительные имена, руководствуясь гл. 4, § 17, п. а-е Устава об управлении Русской Православной Церковью.
3. Для включения дополнительных лиц в список кандидатов проводится тайное голосование: в бюллетень вносятся лица, получившие поддержку не менее 12 членов Поместного Собора. Избранными являются кандидаты, набравшие более 50 % голосов.
4. Поместный Собор тайным голосованием избирает из числа утверждённых им кандидатов одного. 5) Избранным Патриархом считается архиерей, набравший более 50 % голосов.
5. Если ни один из кандидатов не набрал более 50 % голосов, то в таком случае проводится повторное голосование по двум кандидатам, набравшим наибольшее количество голосов.

Дополнительно к трём кандидатам от Архиерейского собора на Поместном соборе были предложены в качестве кандидатур митрополиты: Ювеналий (Поярков), Филарет (Вахромеев), Питирим (Нечаев), Гедеон (Докукин), Антоний (Блум). Кандидатуру митрополита Антония Блума председательствовавший на Соборе митрополит Филарет Денисенко отвёл, напомнив, что Устав не допускает избрания патриархом лица, не имеющего советского гражданства. Когда члены Собора предложили изменить этот пункт Устава, им было разъяснено, что в только что принятой голосованием повестке дня такого пункта нет. При открытом голосовании за четырёх дополнительно предложенных кандидатов выяснилось, что митрополита Гедеона поддержало менее 12 человек, поэтому в списки для тайного голосования внесены были имена только трёх митрополитов. Из 316 голосовавших митрополита Питирима поддержали 128 соборян, митрополита Филарета — 117 и митрополита Ювеналия — 106. Стал вопрос: считать ли эту половину от всех голосовавших (316/2 = 158, и тогда никто из троих не проходит) или от числа действительных бюллетеней (215/2=107,5, и тогда к трём кандидатам от Архиерейского собора добавляются ещё два митрополита). Этот нюанс учтён не был, однако председательствовавший митрополит Киевский Филарет объявил, что ни один из дополнительно выдвинутых кандидатов не получил поддержки половины членов Собора. Таким образом, в списке для голосования остались три кандидата, выдвинутых Архиерейским собором.
Архиепископ Могилевский Максим (Кроха) предложил не голосовать за кандидатов, а по примеру Поместного собора 1917 года избрать патриарха жребием. Председатель поддержал это предложение, но оно, не встретив сочувствия у соборян, не было принято. Участник собора архиепископ Смоленский и Калининградский Кирилл (впоследствии митрополит и патриарх) в интервью пояснил причину такого выбора: «Контроль власти [во времена СССР] был жёсткий и, конечно, в то время немыслимо было чтобы патриарх избирался тайно… А в 1988 году начались перемены и причём перемены начались радикальные. И вот в этот момент переломный ни в коем случае нельзя было тянуть жребий. Потому что нужно было чтобы весь собор отождествил себя с этим выбором. И чтобы святейший патриарх знал это сознательная поддержка церкви. И это даёт предстоятелю огромный авторитет».
Проведено было тайное голосование. Вечером председатель счётной комиссии митрополит Сурожский Антоний объявил результаты тайного голосования: 139 голосов было подано за митрополита Ленинградского и Новгородского Алексия, 107 — за митрополита Ростовского и Новочеркасского Владимира и 66 — за митрополита Киевского и Галицкого Филарета.
В десять часов вечера открылось последнее заседание. Во втором туре за митрополита Алексия проголосовало 166, а за митрополита Владимира — 143 члена Собора, восемь бюллетеней были недействительны. В 22 часа 20 минут колокол Троице-Сергиевой лавры возвестил об избрании пятнадцатого Всероссийского патриарха.
После оглашения окончательных результатов голосования новоизбранный патриарх ответил на обращённый к нему вопрос председателя Собора положенными по чину словами: «Избрание меня освященным Поместным Собором Русской Православной Церкви Патриархом Московским и всея Руси со благодарением приемлю и нимало вопреки глаголю». Затем составили «Соборный акт об избрании Святейшего Патриарха» и соборную грамоту, адресованную ему. Под тем и другим документом поставили подписи все архиереи — члены Поместного собора. В конце вечернего заседания старший по хиротонии архипастырь Русской церкви архиепископ Оренбургский Леонтий (Бондарь) обратился к новоизбранному патриарху Алексию с поздравлением: «Силой единства Святого Духа Поместный Собор Русской Православной Церкви избрал на вдовствующий престол Патриархом Московским и всея Руси Вашу Святыню, пятнадцатым светильником Всероссийского Патриаршего престола. Радуемся и сорадуемся и от всего сердца и от всей души приветствуем Ваше Святейшество. Патриаршество Вашего Святейшества да будет благословенным для Русской Православной Церкви и спасительным для Вашей Святыни». В ответном слове патриарх Алексий II поблагодарил всех членов Поместного собора за избрание и поздравление и сказал:

Я сознаю трудность и подвиг предстоящего служения. Жизнь моя, которая от юности посвящена служению Церкви Христовой, подходит к вечеру, но освященный Собор возлагает на меня подвиг первосвятительского служения. Я приемлю это избрание, но в первые минуты прошу высокопреосвященных и преосвященных архипастырей, честной клир и всю боголюбивую паству всероссийскую своими молитвами, своей помощью помогать мне и укреплять меня в предстоящем служении. Много вопросов встаёт сегодня перед Церковью, перед обществом и перед каждым из нас. И в их решении нужен соборный разум, нужно совместное решение и обсуждение их и на архиерейских Соборах, и на Поместных Соборах, согласно принятому нашей Церковью в 1988 году уставу. Соборный принцип должен распространяться и на епархиальную, и на приходскую жизнь, только тогда мы решим те вопросы, которые стоят перед Церковью и перед обществом. Деятельность церковная сегодня расширяется. От Церкви, от каждого её служителя, от деятеля церковного ожидаются и дела милосердия, и благотворительности, и воспитания самых разных возрастных групп наших верующих. Мы должны служить примиряющей силой, объединяющей силой и тогда, когда нашей жизни часто сопутствуют разделения. Мы должны сделать всё, чтобы способствовать укреплению единства святой православной Церкви. Я сознаю свою немощь и уповаю на ваши святые молитвы и помощь в предстоящем моём служении.

Почти до полуночи подходили участники Поместного собора к избранному патриарху, принося свои поздравления. Первый день работы Собора завершился пением благодарственного молебна. В первый день поднимались и иные вопросы, подробное рассмотрение который пришлось уже на второй день.

### 8 июня
8 июня заседание открыл новый председатель Собора митрополит Алексий, избранный патриархом. В 12 часов с докладом о причислении к лику святых протоиерея Иоанна Кронштадтского выступил председатель Синодальной комиссии по канонизации святых митрополит Крутицкий и Коломенский Ювеналий. По этому докладу Собор издал деяние о прославлении праведного Иоанна Кронштадтского.

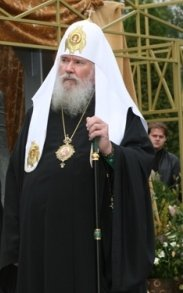
Патриарх Московский и вся Руси Алексий II

Проекты соборных определений и послания, актуальные вопросы церковной жизни (правовой статус Церкви, единство Церкви и раскол на Украине, взаимоотношения с Зарубежной церковью) стали предметом долгих дискуссий. Все выступления второго дня так или иначе касались темы единства Церкви. Необычайно острый характер носило выступление архиепископа Берлинского Германа (Тимофеева), посвящённое в основном отношениям Церкви и государства как в историческом, так и в юридическом плане и проекту закона о свободе совести, опубликованного 5 июня.

Законодатели присвоили себе право подменять собственными понятиями представления верующих о своей Церкви и, например, упорно хотят провести подмену свойственной Церкви монолитной иерархической структуры конгрегационалистским её устройством. Этим они вмешиваются во внутреннюю церковную жизнь, намеренно хотят её исказить и это искажение законодательно закрепить.
В заключение архиепископ Герман говорил о гонениях, пережитых Церковью в советскую эпоху, и поднял вопрос о канонизации новомучеников. После выступления владыки Германа раздались первые на Соборе аплодисменты. По проекту нового законодательства высказывались архиепископы Смоленский и Калининградский Кирилл, Ярославский и Ростовский Платон и вторично — Берлинский и Лейпцигский Герман. В конце дня Собор проголосовал за основные тезисы обращения в Верховный Совет и Совет министров СССР с тремя основными пожеланиями законодателю: признание юридических прав за Церковью в целом, а не только за её общинами, предоставление права преподавания религиозных предметов в школах (факультативно), признание за Церковью права собственности на церковные здания и другое имущество, которое на тот момент лишь арендовалось.
Много внимания было уделено взаимоотношениям с Русской зарубежной церковью. Первый раз эту проблему поднял ещё 7 июня один из делегатов-мирян, предложивший удовлетворить три требования Русской зарубежной церкви — канонизацию Собора новомучеников и исповедников Российских, осуждение декларации митрополита Сергия (Страгородского) от 1927 года; отказ от экуменизма. Взаимоотношениям с РПЦЗ были посвящены выступления митрополитов Крутицкого Ювеналия (Пояркова), Венского Иринея (Зуземиля), архиепископов Смоленского Кирилла, Саратовского Пимена (Хмелевского), Ярославского Платона (Удовенко), протоиерея Василия Стоянова, священника Виталия Шастина, иеромонаха Илариона (Алфеева) и других.
Общее осуждение вызвало решение Синода Русской зарубежной церкви от 16 мая о создании своих приходов и иерархии на территории Русской православной церкви. Участники Собора квалифицировали это решение как направленное к сеянию смуты и нового раскола и подчеркнули, что оно будет стимулировать возникновение конфликтов, подобных суздальскому, где архимандрит Валентин (Русанцов), вошедший в канонический конфликт с епископом, объявил о своём переходе в юрисдикцию РПЦЗ. Архиепископ Платон предложил обратиться с пастырским словом ко всем православным русским людям, находящимся в юрисдикции «карловацкой церкви», чтобы «как-то вразумить их». В заключении выступил архиепископ Смоленский Кирилл:

У нас нет никаких требований к «карловацкой» Церкви, мы готовы хоть сейчас начать полное общение, потому что считаем, что в основе разделения лежали исторические, политические факторы, а отнюдь не канонические, не богословские (если и канонические, то они были обусловлены политической ситуацией). Эти факторы касаются в основном истолкования истории, а оно никогда не являлось чем-то разделяющим Церкви. <…> неудовлетворённость… породила у части нашей общественности романтическое и ностальгическое отношение к Зарубежной Церкви. Здесь действует простой принцип: там хорошо, где нас нет… По природе своей это настроение неплохое: оно тоже могло бы стать источником вдохновения для общения двух частей разделённой Церкви. Но, к сожалению, некоторые события привнесли новый драматизм в эти отношения. Речь идёт прежде всего о поступке архимандрита Валентина (Русанцова)… Всегда было так в Церкви: неустойчивые уходили в раскол. <…> Политический раскол, который пока был достоянием зарубежья, теперь переносится в недра нашей Церкви в тот момент, когда у Церкви появляются новые возможности, когда всё общество оборачивается к нам лицом. <…> Каждый раскол питается нездоровыми силами в Церкви. И если в нашей Церкви будет как можно меньше нездоровых сил — тем менее перспектив будет у этого раскола… Приходы Зарубежной Церкви, если они у нас откроются, могут превратиться в сточную канаву, куда пойдут все нездоровые элементы. Я не хочу давать здесь характеристику архимандриту Валентину (Русанцову), но я думаю, что большинство присутствующих знают, что это за личность…

Принятые Поместным собором после дискуссии и внесения поправок в представленные проекты определения включали в себя, помимо утверждения постановлений Архиерейского собора 1989 и 1990 годов и синодальных решений предшествующего периода, следующие положения: поручить комиссии Священного синода по канонизации святых подготовить материалы к канонизации мучеников, пострадавших за веру в годы гонений в XX веке; выделить из Новосибирской епархии приходы, находящиеся в Красноярском крае и Кемеровской области, и образовать из них Красноярскую епархию, образовать на территории Мордовской АССР Саранскую епархию, выделив её из Пензенской епархии; обратить особое внимание архипастырей, пастырей и мирян на необходимость возрождения христианской приходской общины, на организацию во всех приходах катехизического обучения взрослых и детей. Поместный собор признал необходимым дальнейшее развитие системы церковного образования, в частности, увеличения числа семинарий, открытие духовных училищ в каждой епархии, возобновление Киевской духовной академии, создание иконописных школ. Особо была подчеркнута крайняя нужда церковного народа в изданиях Священного Писания, в богословской, религиозно-назидательной, катехизической, житийной и церковно-исторической литературе, в изданиях святоотеческих творений.
Давая оценку взаимоотношениям Русской православной церкви с Римско-католической, Поместный собор вынужден был констатировать, что они серьёзно омрачены униатской проблемой, которая болезненно обострилась на Западе Украины. Признавая права униатских общин на легальное существование, Поместный собор осудил насилие над православными клириками и мирянами, захваты православных храмов и выразил протест против неконституционных действий местных властей Западной Украины по отношению к гражданам православного вероисповедания. Собор осудил также действия украинских раскольников-автокефалистов, нарушивших церковный мир на Западной Украине, и отверг незаконные притязания, изложенные в последних документах Русской зарубежной церкви. Поместный собор отметил случаи нарушения церковной и канонической дисциплины со стороны мирян и духовенства в разных епархиях и осудил публичные выступления отдельных церковных или околоцерковных людей, которые от лица Церкви высказывают мысли, не только не разделяемые Церковью, но и сеющие рознь в православной пастве.
Поместный собор выступил также с заявлением в связи с проектом закона СССР «О свободе совести и религиозных организациях», в котором содержались конкретные поправки к документу:

Опубликованный проект закона представляет составным частям Церкви (приходам, монастырям, управлениям, центрам, духовным учебным заведениям) право юридического лица, но лишает такового права Церковь как целостную религиозную организацию. Это положение не только продолжает, но ещё более узаконивает дискриминационную в отношении Церкви позицию печальной памяти законодательства о культах 1929 г. Как известно, это законодательство отражало враждебные по отношению к Церкви идеологические установки и было направлено на разрушение религиозных структур. Эта «преемственность» старого и нового законов в наиболее важном для Церкви вопросе вызывает у нас тревогу… В Церкви не может быть независимых от иерархического центра и друг от друга «религиозных обществ». Все приходы составляют одно целое со своим епископом, равно как и все епископы и возглавляемые ими церковные округа — епархии составляют одно целое в границах Поместной Церкви. Именно поэтому закон должен признавать право юридического лица за Церковью как единой организацией с составляющими её приходами, монастырями, духовными учебными заведениями, управлениями и центрами. При этом каждое из перечисленных церковных учреждений в свою очередь также может обладать правом юридического лица. Делегирование части этого права одного учреждения другому, как, например, от епархии — приходу, от Патриархии — епархии, должно регулироваться внутренним церковным законодательством, находящимся в соответствий с вероучением. Светскому законодательству в правовом государстве следует уважать вероучение, на основании которого действует церковное право и функционируют церковные учреждения.
Вечером 8 июня с заключительным словом на Соборе выступил его председатель митрополит Алексий, избранный патриархом Московским и всея Руси.

Освященный Поместный Собор, созванный для избрания Патриарха Московского и всея Руси завершил свои деяния. Избранием Собора, через которые проявилась, верим, воля Божия в Русской Церкви, на моё недостоинство возложено бремя первосвятительского служения. Велика ответственность этого служения. Принимая его, я осознаю свои немощи, свою слабость, но нахожу подкрепление в том, что избрание меня состоялось Собором ничем не стеснённым волеизъявлением архипастырей, пастырей и мирян, призванных на священный Собор. Нахожу подкрепление в предстоящем мне служении ещё в том, что вступление моё на престол Московских святителей соединилось во времени с великим церковным торжеством — прославлением святого праведного Иоанна Кронштадтского, чудотворца, чтимого всем православным миром, всей святой Русью, место погребения которого находится в городе, который до сего времени был моим кафедральным градом. Русская Православная Церковь, исполняя завещанный ей от Бога долг быть солью земли и светом мира, готова жертвенно служить духовному благополучию своего земного Отечества. Условия, в которых Русская Православная Церковь совершает своё апостольское служение в обществе, в значительной мере определяются её правовым статусом. Началось всенародное обсуждение опубликованного в печати и принятого в первом чтении закона о свободе совести и религиозных организациях. Мне хотелось бы подчеркнуть серьёзность и основательность той озабоченности, которая выражена была на Поместном Соборе в связи с содержанием этого закона… В основе устройства Православной Церкви лежит принцип соборности. Нужно при этом ясно сознавать, что соборное начало Церкви органически сочетается с иерархическим. Архипастыри, пастыри, миряне, весь церковный народ несут ответственность за судьбу Церкви. Но служение Церкви неодинаково. По православному каноническому учению, замечательно ёмко выраженному преподобным Иоанном Дамаскиным, Церковь вручена епископам. В Церкви всё совершается в духе любви, единомыслия и единодушия, с соблюдением канонической дисциплины. Отступления от этих богозаповеданных начал угрожают Церкви нестроениями и бедами. Заключая заседание освященного Собора, я хотел бы призвать всех высокопреосвященных и преосвященных архипастырей, честной клир, монашествующих, наших благочестивых верующих сделать всё для единства Церкви Христовой. В то время как в современном обществе проявляется нетерпимость друг к другу, мы должны явить пример братства, сотрудничества, взаимопонимания. Любовь Христова должна объединять нас в нашем служении Богу, святой Церкви Христовой и пастве, которая вручена нашему духовному водительству.
Священный синод обратился ко вновь избранному пятнадцатому предстоятелю со словами приветствия. В 18 часов 50 минут закончилось последнее заседание.

## Итоги и освещение в СМИ
Накануне открытия Поместного собора «Литературная газета» опубликовала заметку «Кто будет Патриархом?»: «Де-факто, утверждают пессимисты, в список будет внесен один-единственный кандидат, и знакомой процедуре будет придан вид голосования. Ситуация не новая для страны, плохо, если традицию продолжит Церковь… Тех, кто связывает с Церковью надежды на обновление общества, не может не беспокоить то, что процессы демократизации, кажется, споткнулись о церковный порог».
Журналисты отметили значительно помолодевший состав Собора, что относилось не только к мирянам (среди них было несколько делегатов моложе 25 лет), но и к епископату.
В «Журнале Московской патриархии» (№ 9, 1990) прошедший Поместный собор был назван «явлением эпохальным»; журнал отмечал: «Несколько десятилетий в силу внешних причин проблемы церковной жизни не обсуждались Церковью столь откровенно. И хотя для более широкой дискуссии не хватило не только времени, но и глубины подготовки делегатов, сделан огромный шаг вперёд. Впервые с 1917 года воля Божия об избрании нового Патриарха была явлена через, как принято говорить, демократическую процедуру, что наряду с принятыми документами, несомненно, благотворно скажется на церковной жизни и всём обществе».
Митрополит Кирилл (Гундяев) в январе 2009 года отмечал: «Мне довелось участвовать не только в работе Поместного Собора, но и в его подготовке. Конечно, тогдашние труды были напряжёнными, но радостное ощущение, что многое в жизни Церкви и общества меняется к лучшему, наверное, преобладало. Было и чувство огромной ответственности за будущее Церкви. Конечно, такая же ответственность ощущается и сегодня».
Протоиерей Георгий Трубицын, участник Собора: «В те годы Поместный Собор стал большой радостью для духовенства, потому что поднимался вопрос о той религиозности, которой не было в нашей стране уже 70 лет. Мы все молились о том, чтобы народ российский вернулся к вере отцов».